# Drobnica
Drobnica je pojem, ki predstavlja ovce, koze in njihovo meso. 
Meso drobnice so v preteklih stoletjih uživali več kot zdaj. Po drugi svetovni vojni je meso drobnice v prehrani Slovencev manj pomembno, občasno ga jedo na alpskem območju in Beli krajini. Janjčke in kozličke so klali doma in pekli na ražnju. Iz krvi ješprenove in prosene kaše so pripravljali krvne pečenjake. Meso drobnice so pripravljali tudi drugače, npr. v kumarični, vinski ali zelenjavni omaki. Podobno kakor prašičje meso so sušili tudi ovčje in kozje. Posušeno so jedli z zelenjavnimi in močnatimi jedmi ob težjih delih. Posebno cenjen je bil koštrun. 
Drobnica je pomembna tudi zaradi mlečnih izdelkov in volne.